# Dzięcioł północny
Dzięcioł północny (Picoides arcticus) – gatunek średniej wielkości ptaka z rodziny dzięciołowatych (Picidae), zamieszkujący Amerykę Północną. Nie wyróżnia się podgatunków. Nie jest zagrożony wyginięciem.

## Występowanie i biotop
Zasięg występowania obejmuje Kanadę, północną i zachodnią część Stanów Zjednoczonych oraz Alaskę. Zasiedla lasy iglaste otoczone rozlewiskami, gdzie występuje dużo martwych drzew (zwłaszcza sosen).

## Morfologia
Długość ciała 23–24 cm, rozpiętość skrzydeł 40–42 cm. Masa ciała 61–88 g.
Upierzenie grzbietu i skrzydeł czarne z białymi rozjaśnieniami. U samców żółta plama na wierzchu głowy. Ptaki młode z upierzeniem bardziej brązowym i mniej wyraźnym czarno-białym wzorem na spodzie ciała.

## Ekologia i zachowanie

### Tryb życia
Ptaki często przebywają w grupach (w sprzyjających warunkach pary gniazdują w niewielkiej odległości od siebie). W poszukiwaniu pokarmu co jakiś czas stada dzięciołów północnych przemieszczają się dalej na południe.

### Pożywienie
Pokarm stanowią bezkręgowce (głównie żerujące w drewnie larwy chrząszczy) oraz rośliny m.in. orzechy.

### Lęgi
Samica składa 2–6 białych jaj do gniazda w dziupli. Młode są w pełni opierzone po 22–26 dniach od wyklucia.

## Status
Międzynarodowa Unia Ochrony Przyrody (IUCN) uznaje dzięcioła północnego za gatunek najmniejszej troski (LC – Least Concern) nieprzerwanie od 1988 roku. W 2017 roku organizacja Partners in Flight szacowała liczebność światowej populacji lęgowej na około 1,7 miliona osobników. Trend liczebności populacji uznawany jest za stabilny.